# Laura Martinozzi

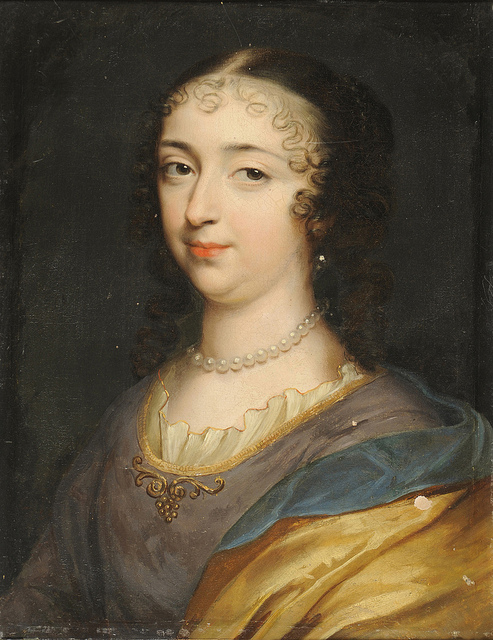
Porträt Laura Martinozzis (vermutet)

Laura Martinozzi (* 22. April 1635 in Fano; † 19. Juli 1687 in Rom) war eine der sogenannten Mazarinetten (französisch: Mazarinettes) und wurde durch Heirat mit Alfonso IV. d’Este Herzogin von Modena. Von 1662 bis 1674 übte sie im Herzogtum die Regentschaft für ihren noch unmündigen Sohn Francesco II. d’Este aus.

## Leben
Laura kam in Fano als Tochter des italienischen Adligen Girolamo Martinozzi, Markgraf von Fano und Majordomus des Kardinals Francesco Barberini, sowie seiner Frau Laura Margherita Mazarini, der älteren Schwester Jules Mazarins, zur Welt. Sie war somit Nichte des mächtigen französischen Ersten Ministers, der sie 1653 gemeinsam mit ihren Cousinen Hortensia und Maria Mancini nach Frankreich holte. Dort lernte sie in Aix-en-Provence erst einmal sechs Monate lang Französisch und Etikette, ehe sie weiter nach Paris an den französischen Hof reisen durfte.
Der Herzog von Modena, Francesco I. d’Este, hielt bei Mazarin für seinen Sohn, den 21-jährigen Alfonso d’Este, um die Hand der damals 15-jährigen Laura an, denn Francesco benötigte französische Hilfe, um sich gegen Spanien behaupten zu können. Die Hochzeit fand am 27. Mai 1655 per procurationem in Compiègne statt. Der Bräutigam wurde dabei durch Eugen Moritz von Savoyen-Carignan, den Vater des berühmten Prinzen Eugen, vertreten.
Nach nur rund zwei Jahren Aufenthalt in Frankreich reiste Laura zu ihrem Ehemann und damit zurück nach Italien. 1658 bestieg dieser nach dem plötzlichen Tod seines Vaters den Thron in Modena, und Mazarin sah sich als Onkel einer regierenden Fürstin. Schon 1662 starb Lauras Ehemann, und sie wurde zur Regentin des zweijährigen Thronfolgers Francesco II. Ihre Regentschaftsjahre verliefen ruhig, denn Laura erwies sich in Staatsdingen als klug und weitsichtig. Sie regierte mit Milde und verstand es, die maroden Finanzen des Herzogtums durch eine strenge Sparpolitik zu sanieren, aber trotzdem große, zum Teil schon unter dem Herzog Francesco I. begonnene barocke Bauvorhaben wie zum Beispiel den Palazzo Ducale weiterzuführen oder die Kirche San Carlo zu bauen.
Als ihr Gespiele aus Kindertagen, Ludwig XIV., eine Expedition nach Candia startete, lieh sie ihm aus Modena eintausend Soldaten. Ludwig suchte ihr dafür den Schwiegersohn aus, den damaligen Herzog von York, der später als Jakob II. letzter englischer Stuartkönig wurde.
Als ihr Sohn 14 Jahre alt wurde, legte Laura die Regentschaft nieder. Der geistig und körperlich schwächliche Francesco II. geriet unter den Einfluss seines Halbbruders Cesare, und Laura übersiedelte nach Rom zu ihrer Mutter. Die Bitten ihres Sohnes, wieder nach Modena zurückzukehren, lehnte sie bis zu ihrem Tod ab. Kurz vor ihrem Tod begab sie sich auf eine Pilgerfahrt nach Loreto, wo sie dafür betete, dass ihre zur englischen Königin aufgestiegene Tochter Maria Beatrix, deren Kinder alle bisher früh gestorben waren, noch einen lebensfähigen Sohn bekomme. Dieser Wunsch ging im Juni 1688 mit der Geburt von James Francis Edward Stuart in Erfüllung. Doch Laura selbst erlebte diese Geburt ihres Enkels nicht mehr, da sie hochgeachtet bereits am 19. Juli 1687 im von ihr vergrößerten Ursulinenkloster in der Via Vittoria in Rom an einer Krankheit verstorben war. Ihr Grab befindet sich heute in der Kirche San Vincenzo in Modena.

## Nachkommen
Aus der Ehe mit Alfonso entstammten drei Kinder, von denen nur zwei das Erwachsenenalter erreichten:
- Francesco (1657–1658)
- Maria Beatrice d’Este (1658–1718), ⚭ 1673 Jakob II., König von England
- Francesco II. d’Este (1660–1694), Herzog von Modena 1662, ⚭ 1692 Margherita Farnese